# دنیال بی
دنیال بی (به انگلیسی: Denial Bay) یک شهرک در استرالیا است که در استرالیای جنوبی واقع شده‌است.